# Chameleon
Pour la chanson représentant Malte au Concours Eurovision de la chanson 2019, voir Chameleon (chanson de Michela Pace).
Pour les articles homonymes, voir Chameleon (homonymie).
Cet article possède des paronymes, voir Caméléon et Kid Chameleon.
Chameleon est un jeu vidéo de sorti en 1983 sur borne d'arcade. Le jeu a été développé et édité par Jaleco.